# ميخائيل هولت (لاعب كرة قدم)
ميخائيل هولت (بالإنجليزية: Michael Holt)‏ (28 يوليو 1977 في المملكة المتحدة - ) هو لاعب كرة قدم بريطاني في مركز الهجوم. لعب مع باتريك أتلتيك وبريستون نورث إيند وبلاكبيرن روفرز وديري سيتي وماكليسفيلد تاون ونادي روتشديل وDublin City F.C. ‏ ونورثويتش فيكتوريا ونادي نيلسون وBarnoldswick Town F.C. ‏.

## وصلات خارجية
- ميخائيل هولت على موقع قاعدة بيانات كرة القدم.إي يو (الإنجليزية)